# Viktorija
Viktorija, pseudonimo di Snežana Mišković (in serbo Снежана Мишковић?; Monaco di Baviera, 19 dicembre 1958), è una cantante serba.

## Discografia

### Album studio
- 1988 – Spavaćeš sam
- 1991 – Ja verujem
- 1995 – Ja znam da je tebi krivo
- 2000 – Nostalgija

### Raccolte
- 1992 – ...I ništa više
- 1998 – Kada gužva prođe